# La bacanal dels andrios
La bacanal dels andrios (en italià: Il Baccanale degli Andrii) és un quadre del pintor italià Ticià. Està realitzat en oli sobre llenç, i va ser pintat cap a 1523-1526, trobant-se actualment en el Museu del Prado, a Madrid, Espanya.

## Història
Aquesta obra va ser un encàrrec d'Alfons d'Este, duc de Ferrara, per a la decoració del Camerino d'Alabastre, una estada del castell ducal. Formava conjunt amb altres dues pintures del mateix artista, L'ofrena a Venus (Museu del Prado) i Bacus i Ariadna (National Gallery de Londres). Aquest conjunt decoratiu incloïa obres d'altres autors, com El festí dels déus de Giovanni Bellini (National Gallery de Washington), que Ticià va haver d'acabar per defunció d'aquest, així com alguna altra que no ha subsistit. El duc va encarregar obres a Fra Bartolommeo i a Rafael Sanzio, però excepte alguns esbossos, no es van arribar a realitzar.
A la fi del segle xvi, Ferrara va passar a ser domini dels Estats Pontificis, per la qual cosa la família Este va haver de mudar-se a Mòdena. S'explica que durant el trasllat dels ducs, un afí del Papa es va apropiar de diverses pintures, entre elles aquesta i L'Ofrena. Ja al segle següent, en 1637, ambdues obres de Ticià van ser lliurades a Felip IV d'Espanya com a pagament per l'Estat de Piombino. L'enviament d'ambdues des del port de Nàpols va causar consternació entre els pintors italians, com Domenichino, qui va declarar que havia acomiadat el vaixell que les portava «amb llàgrimes en els ulls»: «si ara sé pintar qualsevol figura, és gràcies a elles».

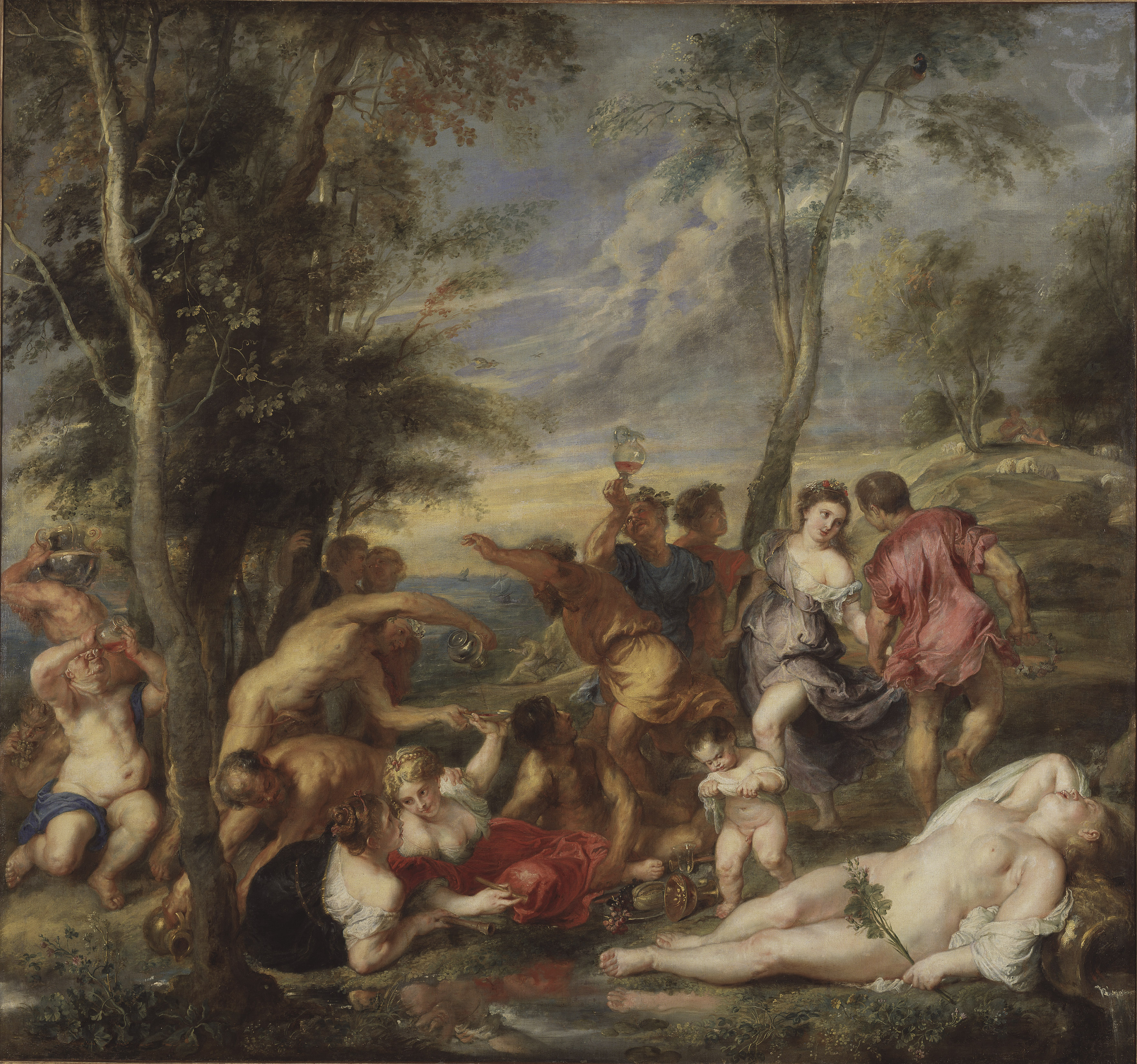
Còpia de la Bacanal pintada per Rubens (Nationalmuseum d'Estocolm).

Fins al seu enviament a Espanya, tots dos quadres i el Bacus i Ariadna de Londres van ser seguits com a model creatiu per múltiples artistes, no només Domenichino sinó també Nicolas Poussin, Francesco Albani, Guido Reni i Rubens. Aquest últim va copiar a Roma La bacanal i L'Ofrena, còpies que va conservar en la seva col·lecció personal i que van ser adquirides per Felip IV en la almoneda realitzada després de la seva mort. Actualment són propietat del Nationalmuseum d'Estocolm.

## Anàlisi
Es representa aquí un tema mitològic, una bacanal, festa del déu del vi, Bacus. S'emmarca a l'illa d'Andros. La inspiració literària d'aquesta obra prové de l'obra de Filostrato i la de Catulo.
El tema i la composició d'aquesta taula remet a El festí dels déus, de Giovanni Bellini, si bé Ticià dinamitza l'escena amb vius moviments i la línia ascendent diagonal que, des de la cantonada inferior esquerra, va pujant fins a aconseguir la figura de l'ancià que dorm en la part superior de la dreta.

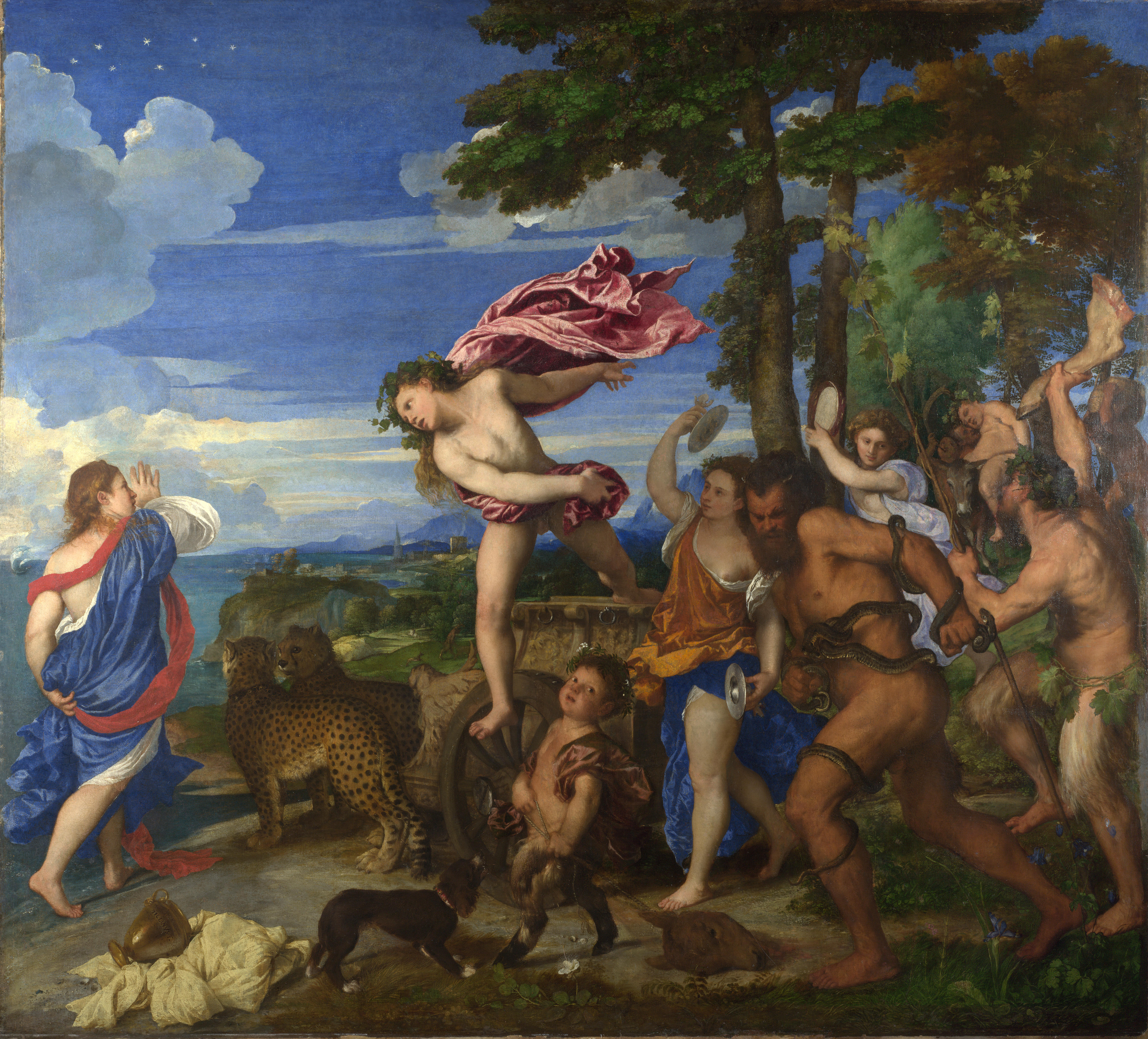
Bacus i Ariadna, de la National Gallery de Londres, h. 1518-1526, obra de Tiziano que formava grup amb La Bacanal i L'Ofrena a Venus.

Tot el quadre desprèn l'alegria sensual del vi, incloent algun nu, com el de la vora inferior dret, figura que recorda a una Venus i que és exemple de l'acurada composició per part de l'autor. Podria estar representant a Ariadna, personatge relacionat amb Bacus.
Els personatges s'agiten per tota la part inferior de la tela, unes s'inclinen parlant, unes altres beuen vi, unes altres ballen, amb braços i cames formant línies corbes. Es passen el vi els uns als altres. La dona recolzada que ocupa el primer pla del centre de la tela es diu que és Violant, de qui el pintor estava enamorat en aquells dies; en el seu escot es troba la signatura del pintor. Al costat d'ella hi ha una partitura, en la qual es llegeix: «Qui beu i no torna a beure, no sap el que és beure».